# فلایینگ فانتوم
فلایینگ فانتوم (به انگلیسی: Flying Phantom) یک کشتی بود که طول آن ۳۷٫۹۵ متر (۱۲۴ فوت ۶ اینچ) و ارتفاع آن ۴٫۵۵ متر (۱۴ فوت ۱۱ اینچ) بود. این کشتی در سال ۱۹۸۱ ساخته شد.